# Clank (personaje de Ratchet & Clank)
Clank es uno de los protagonistas de la saga de juegos Ratchet & Clank. Él es un pequeño robot metálico con el número de serie B5429671, ojos verdes y el compañero inseparable de Ratchet.

## Ratchet & Clank(PlayStation 2)
Clank es un robot idealista que nació de una máquina de montaje de robot destructores gigantes en el planeta Quartu. La máquina, al darse cuenta para que serían utilizados sus hijos, creó un robot mucho más pequeño e inteligente que sus hermanos, Clank, para salvar a la Galaxia Solana de la amenaza del malvado presidente galáctico Drek. Clank huye entonces de la fábrica en una nave espacial al descubrir para qué habían sido fabricados él y sus hermanos, pero se estrelló en el planeta Veldín. Fue encontrado por un mecánico de dicho planeta, Ratchet, viéndose obligados a trabajar en equipo para derrotar al malvado presidente galáctico Drek, aunque al final se convertirán en amigos inseparables.
A mitad de su viaje busca al Capitán Qwark, el superhéroe televisivo que estaban buscando para vencer a Drek, pero él termina por engañarlos y les explica que trabaja para Drek antes de escaparse dejándolos encerrados con un monstruo llamado «La Megamofeta Blarguiana» para que los matara.
Una vez la vencieron, Ratchet juró no parar hasta vencer a Qwark. Finalmente ellos lo vencen después de una feroz batalla espacial, deshonrándolo. Mientras tanto, Clank, estuvo intentando convencer a Ratchet de que después de vencerlo, se enfrentaran a Drek.
Al final de su largo y peligroso viaje y de la derrota de Drek, Ratchet se hace un héroe, juntos a quienes le ayudaron, como Clank. A partir de entonces se harían amigos inseparables.

## Ratchet & Clank 2: Totalmente a tope(PlayStation 2)
Ratchet y Clank son llevados a la Galaxia Bogon y Ratchet fue entrenado como un comando para la misión de recuperar a un ser llamado «La Protomascota». Clank recibió un puesto en la empresa Megacorp y un piso en el planeta Megápolis.
Después de que fuera secuestrado (y más tarde liberado por Ratchet), volvieron a juntarse para vencer a la Protomascota, después de que su jefe, Abercrombie Fizzwidget, no les hiciera caso.

## Ratchet & Clank 3: Pon tu arsenal a tope(PlayStation 2)
Ratchet y Clank tienen que volver deprisa al planeta natal de Ratchet, Veldín, en la Galaxia Solana, para defenderlo de la invasión de unos seres llamados Tiranoides, seres alienígenas contratados por el Doctor Nefarius, jefe final del juego
Para luchar contra los Tiranoides se unen a la Guardia Galáctica y al Capitán Qwark (que planifica las misiones contra los Tiranoides) que casi siempre les envía a las misiones más peligrosas, llevándose al final todo el mérito Qwark.
Clank también protagoniza en este juego una serie televisiva en la que él es el «Agente Secreto Clank», haciendo Ratchet de chófer.

## Ratchet: Gladiador(PlayStation 2)
Ratchet es ahora el nuevo capitán de la Nave Fénix, debido a que Sasha es la nueva alcaldesa de Metrópolis. 
Ratchet es secuestrado junto a Clank y Al (el mecánico que también apareció en el primer y tercer juego) por Gleeman Vox, siendo llevados a una estación espacial en el Sector Sombrío de la Galaxia Solana, para participar (obligados) en su programa de televisión de gladiadores llamado La hora del terror, donde antiguos héroes tienen que enfrentarse entre ellos a vida o muerte. A Ratchet le dan una armadura de combate y dos robots de combate llamados Merc y Green (tomados de un concursante eliminado). Clank es ahora su controlador de misión y Al es su ingeniero.
Clank no tiene un papel principal en el juego, sino que se dedica a darle información constante y ayuda vía radio a Ratchet durante sus misiones.

## Ratchet & Clank: El tamaño importa(PSP,PlayStation 2)
Ratchet y Clank se van de vacaciones y encuentran a una niña llamada Luna, que realmente es un robot. Después ella es secuestrada. Y más tarde descubrirán que detrás de esto están unos extraterrestres y una olvidada raza de inventores, llamados Technomitas.

## Ratchet & Clank: Armados hasta los dientes(PlayStation 3)
Es el primer juego de la saga "Future", exclusivo de la PlayStation 3, que fue desarrollado por Insomniac Games, compañía que ha desarrollado todos sus juegos menos los de PSP (desarrollados por High Impact Games, empresa fundada por exmiembros de  Insomniac y Naughty Dog) y otros juegos como Resistance, utilizando el motor gráfico de este juego.
En esta entrega, Ratchet tiene que luchar por su propia supervivencia, ya que un malvado emperador Cragmita, de nombre Percival Tachyon, ha venido a Metrópolis con toda su pandilla (ya saben, comandos róboticos, naves, etc.) con el único objetivo de matarle, ya que es el último lombax del universo, y tiene algo especial que a ver con algo llamado "El Secreto Lombax", una poderosa arma que los Lombax usaron para destruir a los Cragmitas, ya que querían dominar el universo.. Ratchet y Clank van a la galaxia Polaris para derrotar a Tachyon. Qwark es secuestrado por Tachyon para hacer publicidad, y Clank empieza a ver miles de alienígenas invisibles y enigmáticos llamados Zoni, que le proporcionaran poderes especiales. A su vez, Tachyon se alía con el capitán pirata Romulus Slag y sus piratas galácticos, que tienen dominados algunos planetas de la Galaxia Polaris. Con un montón de preguntas que resolver, Ratchet y su amigo Clank partirán en busca de su propia salvación, y de una explicación lógica a todo lo que le está pasando. Encuentran nuevos personajes, como dos torpes robots llamados Kronk y Zephir, una chica llamada Talwyn Apogee, hija de un gran explorador, al Contrabandista, acompañado de un loro raro, y a Rusty Pete, el primero de A Bordo del Capitán Slag. Se pueden apreciar algunas armas como el Molatrón, una bola de discoteca que hace que los enemigos bailen, y el Lanzatornados, un arma que nos permitirá lanzar tornados y controlarlos con el sensor Sixaxis. El problema es que tiene un final un poco triste para los que quieren al pequeñín de Clank.

## Clank: Agente Secreto(PSP,PlayStation 2)
Clank se convertirá en agente secreto e intentará sacar a Rachet de la cárcel consiguiendo todas las pruebas posibles. En el juego Clank luce un frac al estilo James Bond y la música
durante todo el juego es la del agente 007, el juego es para la PSP, pero se realizó un port para la PS2.

## Ratchet & Clank: Rift Apart(PlayStation 5)
En ésta futura entrega, se sabe que Clank, está con Ratchet en un nuevo universo, y ambos ven distintos portales que llevan a otras dimensiones, mientras Ratchet y Clank veían el lugar, se suben en una nave, pero la nave se descontrola, haciendo que Ratchet y Clank se separen, pero el que se separa bastante, es Clank, donde se entra a uno de los portales, y se queda atrapado en otra dimensión, donde se encuentra con una versión femenina de Ratchet.

## Apariciones en otros juegos y media
- En Hot Shots Golf Fore!, Ratchet y Clank aparecen como personajes adicionales.
- La cabeza de Clank es una antena desbloqueable en Jak X: Combat Racing.
- Clank es también un mochila para soldados en el juego Resistance: Fall of Man como una recompensa por conseguir 100 puntos de muerte.
- Ratchet y Clank también aparecen en el videojuego de ModNation Racers como corredores prediseñados que van incluidos en ediciones especiales del juego para PS3 y PSP.
- En el juego LittleBigPlanet 2 están disponibles los disfraces para Sackboy de Ratchet y Clank.
- Ratchet y Clank son personajes manejables en PlayStation Move Heroes compitiendo con otros personajes como Jak, Daxter, Sly Cooper y Bentley, con este último Clank obtiene una rivalidad.
- Tanto Ratchet como Clank son personajes jugables en el juego PlayStation All-Stars Battle Royale formando un solo luchador.